# Terebra rushii
Terebra rushii är en snäckart som beskrevs av Dall 1889. Terebra rushii ingår i släktet Terebra och familjen Terebridae. Inga underarter finns listade i Catalogue of Life.